# Guglielmo di Warenne
Guglielmo di Warenne, ossia Guglielmo Plantageneto, V conte di Surrey (1166 – 1240), è stato un nobile inglese.

## Biografia
Era figlio di Hamelin de Warenne e di Isabella, figlia di Guglielmo di Warenne, III conte di Surrey. Suo padre Hamelin gli concesse la proprietà di Appleby, nella contea di Lincoln.
Guglielmo fu presente all'incoronazione di Giovanni Senza Terra il 27 maggio 1199. Quando la Normandia fu conquistata dai francesi nel 1204 perse i suoi possedimenti normanni ma il re lo ricompenso con Grantham e Stamford.
Il suo primo incarico di Lord Warden of the Cinque Ports iniziò nel 1204 e terminò nel 1206. Fu anche governatore della regione di confine tra l'Inghilterra e il Galles dal 1208 al 1213.
Guglielmo fu uno dei pochi baroni rimasti leali a Giovanni Senza Terra durante la loro ribellione quando cercarono di fare assumere il trono inglese al principe francese; è anche indicato come uno di coloro che consigliarono a re Giovanni di concedere la Magna Carta.

La sua fedeltà barcollò solo poche volte quando sembrò che la causa del re fosse senza speranza.
Nel marzo 1217 dimostrò nuovamente la sua lealtà all'Inghilterra sostenendo il giovane Enrico III d'Inghilterra; fu anche responsabile della fondazione della cattedrale di Salisbury.
Tra gli anni 1200-1208, e 1213-1226 fu sceriffo di Wiltshire. Nel 1214 fu nuovamente nominato governatore dei Cinque Ports.
Sposò Matilde Marshal, la figlia più anziana di Guglielmo il Maresciallo, il potente conte di Pembroke, vedova di Ugo Bigod, III conte di Norfolk, diventando così conte di Salisbury per matrimonio. Ebbero un figlio ed una figlia. Il figlio, Giovanni di Warenne, VII conte di Surrey, successe al padre nella contea, mentre la figlia Isabella sposò Hugh d'Aubigny, V conte di Arundel.
È possibile che Guglielmo si sia sposato anche con Matilda, figlia di William d'Aubigny, II conte di Arundel, che morì giovane e non gli diede figli.

## Ascendenza
|                                           |                                          |                                 | Genitori                   |  |  | Nonni |  |  | Bisnonni        |  |  | Trisnonni        |  |
|                                           |                                          |                                 |                            |  |  |       |  |  | Folco V d'Angiò |  |  | Folco IV d'Angiò |  |
|                                           |                                          |                                 |                            |  |  |       |  |  | Folco V d'Angiò |  |  | Folco IV d'Angiò |  |
|                                           |                                          | Bertrada di Montfort            |                            |  |  |       |  |  | Folco V d'Angiò |  |  |                  |  |
| Goffredo V d'Angiò                        |                                          |                                 |                            |  |  |       |  |  | Folco V d'Angiò |  |  |                  |  |
|                                           |                                          | Eremburga del Maine             | Elia I del Maine           |  |  |       |  |  |                 |  |  |                  |  |
|                                           |                                          | Eremburga del Maine             | Elia I del Maine           |  |  |       |  |  |                 |  |  |                  |  |
|                                           |                                          | Eremburga del Maine             | Matilde di Château-du-Loir |  |  |       |  |  |                 |  |  |                  |  |
| Hamelin de Warenne                        |                                          | Eremburga del Maine             |                            |  |  |       |  |  |                 |  |  |                  |  |
|                                           |                                          | …                               | …                          |  |  |       |  |  |                 |  |  |                  |  |
|                                           |                                          | …                               | …                          |  |  |       |  |  |                 |  |  |                  |  |
|                                           |                                          | …                               | …                          |  |  |       |  |  |                 |  |  |                  |  |
| …                                         |                                          | …                               |                            |  |  |       |  |  |                 |  |  |                  |  |
|                                           |                                          | …                               | …                          |  |  |       |  |  |                 |  |  |                  |  |
|                                           |                                          | …                               | …                          |  |  |       |  |  |                 |  |  |                  |  |
|                                           |                                          | …                               | …                          |  |  |       |  |  |                 |  |  |                  |  |
| Guglielmo di Warenne                      |                                          | …                               |                            |  |  |       |  |  |                 |  |  |                  |  |
|                                           | Guglielmo di Warenne, II conte di Surrey | Guglielmo I, signore di Warenne |                            |  |  |       |  |  |                 |  |  |                  |  |
|                                           | Guglielmo di Warenne, II conte di Surrey | Guglielmo I, signore di Warenne |                            |  |  |       |  |  |                 |  |  |                  |  |
|                                           | Guglielmo di Warenne, II conte di Surrey | Gundred, contessa del Surrey    |                            |  |  |       |  |  |                 |  |  |                  |  |
| Guglielmo di Warenne, III conte di Surrey | Guglielmo di Warenne, II conte di Surrey |                                 |                            |  |  |       |  |  |                 |  |  |                  |  |
|                                           |                                          | Elisabetta di Vermandois        | Ugo I di Vermandois        |  |  |       |  |  |                 |  |  |                  |  |
|                                           |                                          | Elisabetta di Vermandois        | Ugo I di Vermandois        |  |  |       |  |  |                 |  |  |                  |  |
|                                           |                                          | Elisabetta di Vermandois        | Adelaide di Vermandois     |  |  |       |  |  |                 |  |  |                  |  |
| Isabella di Warenne                       |                                          | Elisabetta di Vermandois        |                            |  |  |       |  |  |                 |  |  |                  |  |
|                                           |                                          | Guglielmo I di Ponthieu         | Roberto II di Bellême      |  |  |       |  |  |                 |  |  |                  |  |
|                                           |                                          | Guglielmo I di Ponthieu         | Roberto II di Bellême      |  |  |       |  |  |                 |  |  |                  |  |
|                                           |                                          | Guglielmo I di Ponthieu         | Agnese di Ponthieu         |  |  |       |  |  |                 |  |  |                  |  |
| Adela di Ponthieu                         |                                          | Guglielmo I di Ponthieu         |                            |  |  |       |  |  |                 |  |  |                  |  |
|                                           |                                          | Elena di Borgogna               | Oddone I di Borgogna       |  |  |       |  |  |                 |  |  |                  |  |
|                                           |                                          | Elena di Borgogna               | Oddone I di Borgogna       |  |  |       |  |  |                 |  |  |                  |  |
|                                           |                                          | Elena di Borgogna               | Matilde di Borgogna        |  |  |       |  |  |                 |  |  |                  |  |
|                                           |                                          | Elena di Borgogna               |                            |  |  |       |  |  |                 |  |  |                  |  |